# Aéroport Riviera (Suisse)
 (novembre 2024).
Le contenu est difficilement compréhensible vu les erreurs de traduction, qui sont peut-être dues à l'utilisation d'un logiciel de traduction automatique.
L'Aéroport Riviera est un ancien aérodrome militaire (Militärflugplatz Lodrino LSML) des Forces aériennes suisses à Lodrino, Tessin.
À partir de juillet 2023, la base de Lodrino devient Aéroport Riviera ; et donc l'ICAO LSPR remplace LSML et LSXR.

## Histoire
L'armée Suisse a construit une piste en 1941. L'aéroport fut ensuite utilisé après-guerre pour des chasseurs tels que de Havilland Venom et Hawker Hunter. Plus tard, l'Autoroute 2 fut construite de manière à pouvoir servir de piste de décollage et d'atterrissage en 1991 lors d'un exercice avec certains avions mentionnés en supra, avec des exercices tels que "Strada 91",.

### Étape
- En juin 2000, la dernière mise à jour du cadastre de bruit (CB) a évalué l'impact sonore des activités aériennes sur la région environnante de Lodrino. Puis le 20 novembre 2013, la fiche PSIA (Plan Sectoriel de l'Infrastructure Aéronautique) a été établis pour l'aérodrome de Lodrino[1]. Ensuite le 6 février 2023, l'aérodrome de Lodrino a été officiellement transformé en aéroport civil et il a été rebaptisé Riviera Airport avec le code OACI LSPR. Ce changement a été validé par l'Office fédéral de l'aviation civile (OFAC)[2]. Le 30 mai 2023, la première pierre pour la construction d'un nouveau hangar sur le site de l'aéroport a été posé, cet investissement est dû au prestataire RUAG. L’événement a été célébré en présence des autorités locales et de représentants de RUAG[3]. En Juin 2023, le cadastre des surfaces de limitation d’obstacles (CSLO) est en cours d'élaboration, il précise les zones où la construction est limitée autour de l'aérodrome[1]. Pour finir, L'OFAC approuve officiellement le changement d'utilisation de l'ex-aérodrome militaire vers un aérodrome civil le 21 août 2023, validant les plans et règlements d'exploitation[1].

## Utilisation actuelle
L'aéroport n'est plus exploité par les Forces aériennes Suisses; les opérations sont coordonnées par AFB Locarno. La maintenance est assurée par RUAG Aviation. D'autres opérateurs comme Heli TV et Karen SA réalisent des vols locaux et de fret. Les Forces aériennes Suisses utilisent Lodrino comme aérodrome de secours pour Locarno.
L'aéroport a été transféré à l'entité civile Aéroport Riviera le 6 janvier 2023. Les avions à voilure fixe doivent obtenir une autorisation de l'opérateur,.

## Infrastructures aéroportuaires
| Infrastructure              | Description | Objectifs et Activités                                                                |
| --------------------------- | --- | ------------------------------------------------------------------------------------- |
| Aérodrome Civil             | L'Aéroport Riviera a été transformé d'un aérodrome militaire à un aéroport civil depuis le 6 février 2023.                           | Transition vers une utilisation civile validée par l'OFAC; code OACI : LSPR.          |
| Centre de Maintenance       | Opéré par RUAG Aviation, le centre de maintenance des avions à hélices, incluant services pour hélicoptères et systèmes UAV.         | Maintenance d'avions militaires, notamment les PC-6 et PC-7; environ 90 employés.     |
| Base d'Opération            | Heli TV, opérant des vols de fret locaux. Karen SA, exploitant des vols passagers et base de maintenance pour hélicoptères Leonardo. | Accroître l'activité aéronautique et soutenir les opérations de fret et de passagers. |
| Services de Formation       | Formation de pilotes et techniques pour les ingénieurs.                                                                              | Objectif de formation pour soutenir l'innovation dans le secteur aéronautique.        |
| Tour de Contrôle            | Bien que partiellement démantelée, occupée par "The Swiss Drone Center" et entreprises liées aux drones.                             | Développement d'un pôle technologique pour les drones; Swiss Drone Base Camp (SDBC).  |
| Aérodrome de Secours        | Utilisé par les Forces aériennes suisses comme aérodrome de secours pour l'Aéroport de Locarno.                                      | Assurer une sécurité aérienne et des opérations en cas d'urgence.                     |
| Opérations Civiles          | Accès régulier aux avions militaires, notamment les Pilatus PC-6 et PC-7 pour maintenance.                                           | Maintenir la coopération entre l'aviation civile et militaire.                        |
| Équipement de Communication | CTAF VHF 119,625 MHz pour la gestion du trafic aérien.                                                                               | Système essentiel pour la sécurité des opérations aériennes.                          |